# Stromy u kostela v Hojsově Stráži
Stromy u kostela v Hojsově Stráži jsou památné stromy v Hojsově Stráži na Šumavě. Dvě lípy velkolisté (Tilia platyphyllos) a dva jasany ztepilé (Fraxinus excelsior) rostou před kostelem Neposkvrněného početí Panny Marie. Všechny stromy mají výšku mezi 20 až 22 m, obvod kmene jasanů je 450 cm a 332 cm, kmeny lip mají obvody 336 cm a 318 cm (měření 2003). Stromy jsou chráněny od roku 1995 jako krajinná dominanta a pro svůj vzrůst.
Ochrana tří ze čtyř stromů byla zrušena.

## Stromy v okolí
- Jezerní jedle
- Lípy na Vyhlídce
- Lípa pod čističkou
- Stromy pod čističkou